# Ранд, Айвен
Айвен Кливленд Ранд (англ. Ivan Cleveland Rand; 27 апреля 1884, Монктон, Нью-Брансуик — 2 января 1969, Лондон, Онтарио) — канадский юрист и правовед. Генеральный прокурор Нью-Брансуика (1924—1925), член Законодательного собрания Нью-Брансуика (1925), член Верховного суда Канады (1943—1959), первый декан юридического факультета Университета Западного Онтарио. Компаньон ордена Канады (1967).
Как судья Ранд был известен своим юридическим активизмом, прогрессивными судебными решениями и защитой гражданских прав. Его именем названа «формула Ранда», являющаяся одним из основополагающих принципов канадского трудового законодательства.

## Биография
Айвен Ранд родился в 1884 году в Монктоне (Нью-Брансуик) в семье Нельсона Ранда, механика Intercolonial Railway и профсоюзного активиста. Сам Айвен служил в этой компании посыльным и счетоводом-контролёром (в общей сложности пять лет), прежде чем скопил достаточно денег для поступления в 1905 году в Университет Маунт-Аллисон. Он начал учёбу на инженера, но вскоре перешёл на гуманитарные науки, окончив университет с первой степенью в 1909 году. После этого Ранд поступил на юридический факультет Гарвардского университета, который окончил в 1912 году.
Получив адвокатскую лицензию в Нью-Брансуике, Ранд перебрался в Медисин-Хат (Манитоба), где открыл частную практику. Там же он обзавёлся семьёй, женившись на Иределл Бакстер, также уроженке Нью-Брансуика, с которой познакомился в годы учёбы в Гарварде. Годы практики Ранда в Медисин-Хате пришлись на период экономического бума в этих местах, связанного с открытием месторождений природного газа, и в конце 1919 года, когда экономический подъём подходил к концу, семья Ранд вернулась в Монктон. Там Айвен открыл адвокатскую фирму совместно с бывшим премьером провинции Нью-Брансуик Клиффордом Робинсоном.
В 1924—1925 годах Ранд занимал пост генерального прокурора Нью-Брансуика в либеральном кабинете Питера Веньо — первого акадийского премьера этой провинции, а с февраля по август 1925 года был депутатом Законодательного собрания Нью-Брансуика. На посту генерального прокурора он инициировал ряд важных судебных реформ и рассматривался как вероятный претендент на пост премьера в будущем, но предпочёл принять предложение места юрисконсульта в Canadian National Railway в 1946 году. Эту должность он занимал на протяжении почти двух десятилетий.
За годы работы в Canadian National Ранд обзавёлся глубокими познаниями в области трудовых правоотношений и отличной репутацией в юридических кругах, приведшей к его назначению в 1943 году судьёй Верховного суда Канады. Членом Верховного суда он оставался с 22 апреля 1943 по 27 апреля 1959 года, за это время успев отметиться в важных с исторической точки зрения судебных разбирательствах, связанных, среди прочего, с определением прав и обязанностей профсоюзов в Канаде, строительством трансканадского нефтепровода (в рамках так называемого «дела Ландревиля») и решением ООН о разделе Палестины. Он внёс большой вклад в реформу законодательства Канады в вопросах, связанных с правами граждан и их защитой от государства.
С образованием юридического факультета Университета Западного Онтарио Ранд стал в 1959 году его первым деканом и оставался на этом посту до 1964 года. Несмотря на внешнюю суровость и неортодоксальные взгляды, он пользовался любовью студентов. Уже после окончания своей службы в Верховном суде Ранд возглавлял коронные комиссии по расследованию кризисов в трудовых отношениях в Онтарио и Ньюфаундленде.
В 1967 году Айвен Ранд был произведён в компаньоны ордена Канады. Он умер в январе 1969 года в возрасте 84 лет.

## Юридическая и гражданская позиция
Наиболее известен вклад судьи Ранда в трудовое законодательство Канады, известный как «формула Ранда». Эта формула была выведена в январе 1946 в решении по арбитражному разбирательству, в центре которого была забастовка работников завода Ford Motor Company в Уинсоре (Онтарио). Забастовка была связана с увеличением объёма дешёвой рабочей силы по мере возвращения солдат с фронтов Второй мировой войны, чем пользовались компании и с чем боролись профсоюзы. Судья Ранд, основываясь на позиции «обязанности сопутствуют правам», вынес решение, позволявшее избежать превращения завода в закрытое профсоюзное предприятие (то есть такое, на котором могут работать только члены профсоюза). Согласно этому решению, профсоюз защищает интересы всех работников предприятия, в том числе не состоящих в нём официально, но при этом все они платят членские взносы. Эта формула остаётся одним из краеугольных камней канадского трудового законодательства на протяжении десятков лет и в 1991 году была подтверждена Верховным судом Канады. Другая рекомендация Ранда, которая так никогда и не была воплощена на практике, состояла в том, что профсоюзы должны получить статус юридических лиц, что давало бы им возможность участвовать в судебных процессах в качестве истцов или ответчиков напрямую, а не через поверенных.
В рамках своей судебной практики Айвен Ранд занимал позиции, направленные против расовой, этнической и религиозной дискриминации. Так, в ходе слушания по делу «Нобл против Элли» (англ. Noble vs. Alley, 1951), где оспаривалось право владельцев земли на введение ограничительного ковенанта, запрещающего продавать землю под застройку евреям, неграм и другим «цветным», Ранд заявил: 

Если бы Альберт Эйнштейн или Артур Рубинштейн приобрели там коттеджи, стоимость земли только возросла бы, а ассоциация [владельцев участков] должна была бы гордиться такими соседями. Оригинальный текст (англ.)If Albert Einstein and Arthur Rubinstein purchased cottages there, the property values would increase, and the association should be honoured to have them as neighbours.
Ранд защищал права коммунистов занимать в Канаде государственные должности и выступал против отправки японских граждан Канады в лагеря во время Второй мировой войны. В 1947 году он сыграл важную роль в утверждении рекомендации комиссии ООН о разделе Палестины с образованием независимого еврейского государства. При этом как частное лицо он был значительно менее либерален, чем как юрист: он состоял в двух обществах, не принимавших в качестве членов евреев, неоднократно ворчал на слишком большое число евреев в его профессиональной сфере и тридцать лет отказывался встречаться с мужем своей сестры из-за его акадийского происхождения. Он также считал, что женщины могут быть хорошими солиситорами (вспомогательными адвокатами, ведущими бумажную работу), но для выступлений в уголовном суде им недостаёт силы духа. Эти противоречия между общественной и частной позициями Ранда дали основание его биографу Уильяму Каплану в будущем писать о его «первоклассном уме и третьеразрядном темпераменте», а преемнику Ранда на посту декана юридического факультета Университета Западного Онтарио — шутить, что, принимая либеральные решения, отменяющие постановления консервативных властей провинции Квебек, тот просто должен был «решать, кого он ненавидит больше — франкоканадских католиков или свидетелей Иеговы».
Современные Ранду и более поздние критики упрекали его в судебном активизме, результатами которого становились принципиально новые юридические реалии в противовес простому «соблюдению законов». В противовес этому мнению член Верховного суда Канады Иэн Бинни, защищая Ранда, пишет, что его юридические новации проистекали не из личной прихоти, а из фундаментального понимания принципов права и справедливости.